# Włodzimierz Stanisław Plater
Włodzimierz Stanisław Plater (ur. 18 listopada/22 października 1831 w Liksnie, zm. 6 kwietnia 1906 w Opsie) — polski kolekcjoner, bibliofil i wydawca.

## Życiorys
Urodził się 18 listopada (według innych źródeł 22 października) 1831 w majątku Līksna w rodzinie Ignacy Wincenty i jego żony Idalii z Sobańskich. Miał pięciu braci (Konstanty Ignacy, Bolesław Wiktor, Wiktor Maria, Karol Ignacy, Feliks Witold) braci i jedną siostrę Marię Wiktorię.
Wykształcenie uzyskał prawdopodobnie w Petersburgu. Po śmierci ojca odziedziczył dobra na Wołyniu w Dąbrowicy oraz w Worobinie.
Od około 1860 pełnił godność honorowego kuratora wołyńskiego gimnazjum w Żytomierzu. W 1857 wykupił Wiśniowiec, który uporządkował, i wzbogacił własnymi zbiorami przywiezionymi z Worobina. Sporządził inwentaryzację zbiorów i opiekę nad biblioteką zlecił bibliotekarzowi i bibliofilowi Franciszkowi Radziszewskiemu. Księgozbiór liczył około 8000 tomów i został rozwinięty przez Platera do 21 tys. tomów.
Plater wspierał wydawnictwa historyczne, m.in: wydanie w latach 1878-87 "Dzieł Wszystkich" Jana Długosza, finansował edycje „Listów z czasów Jana III i Augusta II…” Władysława Skrzydylki (1870) i tomu IV Augusta Theinera „Vetera monumenta Poloniae et Lithuaniae…” (1864). W latach 1858–59 wydał czterotomowy "Zbiór pamiętników do dziejów polskich", zawierający materiały głównie z XVI wieku.
Koszty utrzymania Wiśniowca były tak znaczne, że przekraczały jego możliwości i w 1873 wyznaczony został termin licytacji, która doszła do skutku trzy lata później. W tym czasie część zbiorów bibliotecznych została przewieziona do Worobina.
Od 1893 mieszkał na stałe w Petersburgu. Należał do Towarzystwa Heraldycznego w Mitawie, oraz był honorowym członkiem towarzystwa naukowego przy uniwersytecie w Dorpacie.
Żonaty z Marią Ludwiką Plater-Zyberk, nie posiadali dzieci. Zmarł 6 kwietnia 1906 w majątku Platerów Opsa.

## Spuścizna
W rękopisie sześć tomów "Batorianów" (w Bibliotece Ossolieum), biografia Andrzeja Frycza Modrzewskiego oraz dziewięć tomów "Pamiętnika Platerów" (dzieje własnej rodziny).